# Azadi-Stadion
Das Azadi-Stadion (persisch ورزشگاه آزادی,  Varzeshgah Azadi), genannt Azadi, ist ein Fußballstadion mit Leichtathletikanlage im Westen der iranischen Hauptstadt Teheran. Erbaut wurde es zur 2500-Jahr-Feier der Iranischen Monarchie. Die Eröffnung fand am 18. Oktober 1971 statt. Im Jahr 1974 war es die zentrale Sportstätte für die Asienspiele. Es wird seit seiner Eröffnung für die Spiele der iranischen Vereine Esteghlal und Persepolis sowie den Länderspielen der iranischen Fußballnationalmannschaft genutzt.
Das Stadion ist Teil des Azadi-Sportkomplexes in Teheran und bot zu Anfang eine Kapazität von 95.225 Plätzen. Als ausverkauft galt das Stadion jedoch erst dann, wenn sich 100.000 Zuschauer im Azadi befanden. Heute wird das Platzangebot mit 78.116 Zuschauern auf Sitzen angegeben. Bekannt ist das Stadion auch für seine unglaubliche Stimmung bei ausverkauften Spielen.

## Geschichte

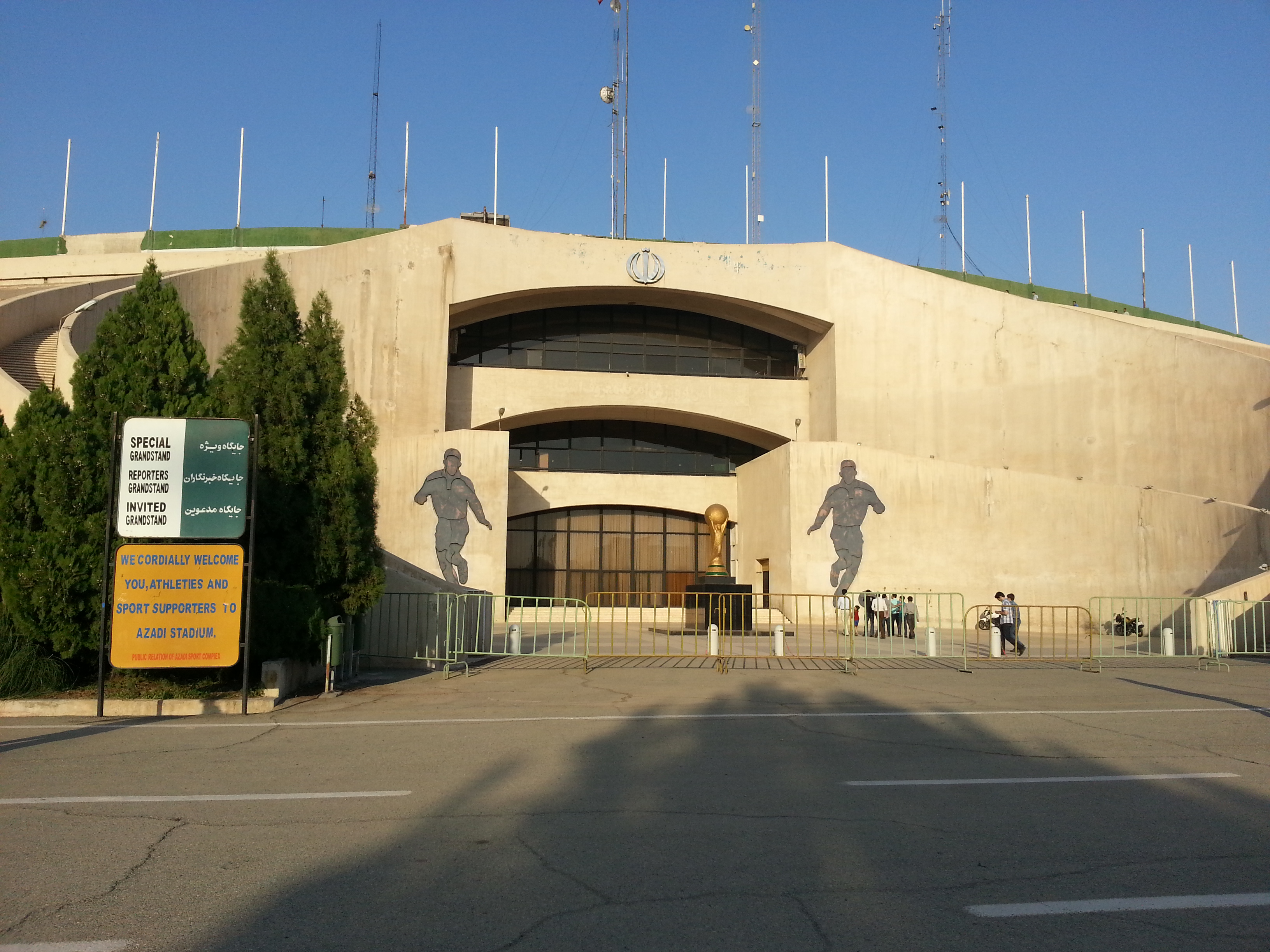
Das Stadion von außen

Das Stadion wurde für die Asienspiele 1974 vom Architekten Abdol Aziz Farmanfarmaian geplant und drei Jahre nach dem Baubeginn am 18. Oktober 1971 mit einer Abschlussveranstaltung zur 2500-Jahr-Feier der Iranischen Monarchie eröffnet. Zur Eröffnung bot das Stadion damals 100.000 Zuschauern Platz. Ursprünglich wurde es zu Ehren von Mohammad Reza Schah Pahlavi Aryamehr-Stadion (persisch ورزشگاه آریامهر, Varzeshgah Āriāmehr, zu Deutsch: „Stadion des Lichtes der Arier“) genannt. Nach der Islamischen Revolution wurde es in Azadi-Stadion (persisch ورزشگاه آزادی تهران, Varzeshgah Azadi Tehrān, zu Deutsch: „Stadion der Freiheit“) umbenannt. Neben den Asienspielen und der Fußball-Asienmeisterschaft 1976 sollte das Stadion auch den Mittelpunkt der Olympischen Sommerspiele 1984 stellen. Jedoch wurde die Bewerbung aufgrund von Differenzen im Jahr 1977 zurückgezogen, weshalb Los Angeles als einziger Bewerber die Spiele bekam.
In den Jahren 2002 und 2003 wurde das Stadion umfassend renoviert. Neben der Installation von neuen Sitzen, wurde auch der Innenbereich umfassend modernisiert. So wurde der Rasen ausgewechselt und eine Rasenheizung eingebaut. Im Jahr 2004 wurde zudem eine neue Anzeigetafel im Stadion installiert, welche mit einer Größe von 300 Quadratmetern zu den größten der Welt gehört.
Das im Westen Teherans befindliche Stadion ist Teil des Azadi-Sportkomplexes, der etliche Trainingsmöglichkeiten rund um das Stadion bietet. Zudem war die Sportstätte auch Austragungsort von Spielen der Fußball-Westasienmeisterschaft 2004 und 2008.

## Kapazität
Bei der Eröffnung fanden über 100.000 Zuschauer im Azadi Platz. Durch die Renovierungen in den Jahren 2002 und 2003 sank jedoch die Sitzplatzkapazität des Stadions auf 95.225 Plätze. Teilweise wurde später eine Kapazität von 84.412 angegeben. Nachdem das Azadi im Jahr 2016 zu einem kompletten Sitzplatzstadion verwandelt wurde, stehen noch 78.116 Plätze zur Verfügung. Als ausverkauft galt es jedoch erst dann, wenn sich 100.000 Zuschauer im Stadion befanden. Die höchste Zuschauerzahl wurde am 22. November 1997 erreicht. Insgesamt 128.000 Fans unterstützten die Nationalmannschaft im Qualifikationsspiel für die Weltmeisterschaft 1998 gegen Australien (1:1).

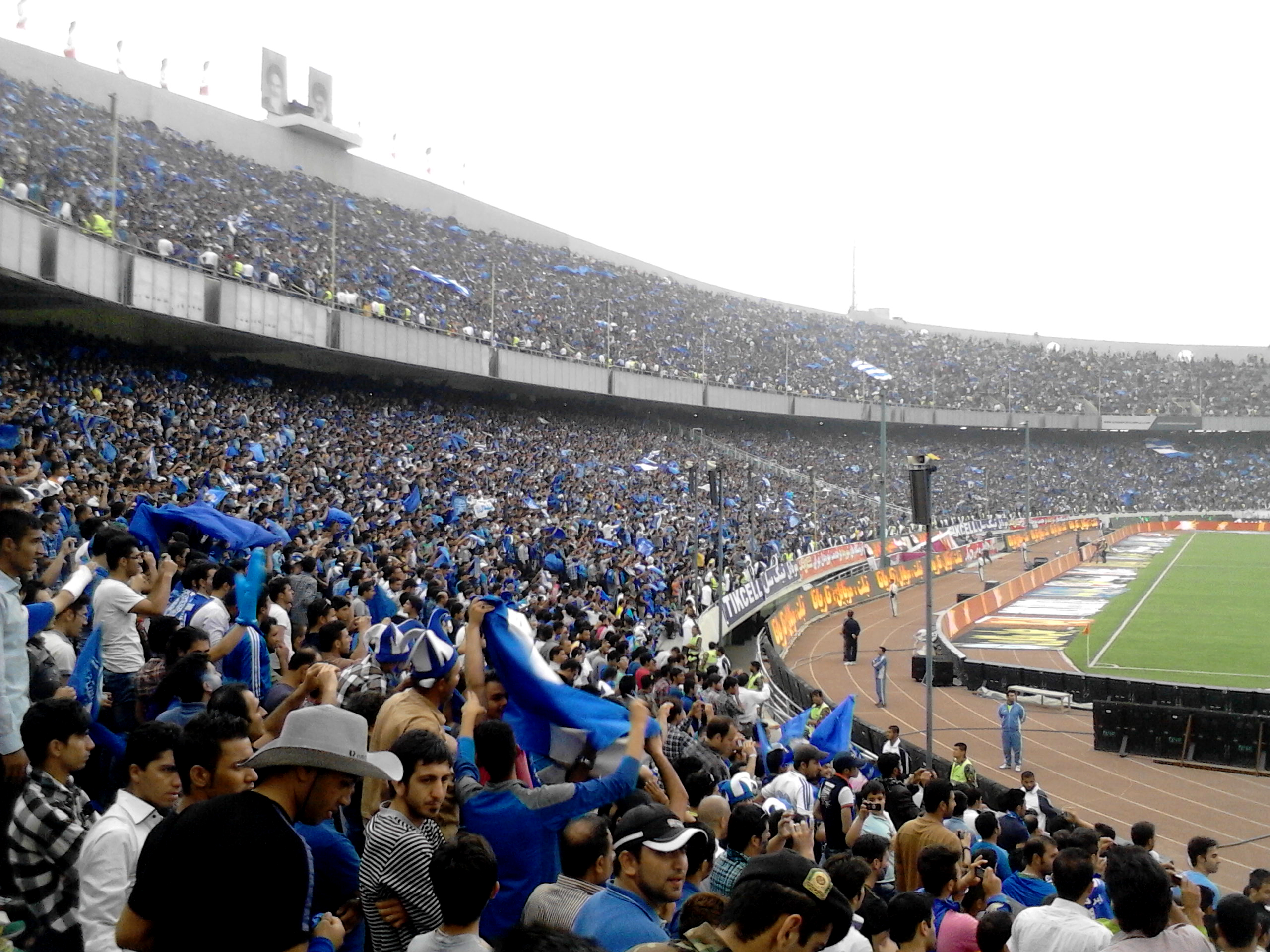
Esteghlal Fans feiern die Meisterschaft 2013

## Infrastruktur
Im Inneren des Stadions können 400 Fahrzeuge geparkt werden. Zusätzlich befindet sich in der direkten Nähe des Stadions ein Areal, welches rund 10.000 Parkplätze für Fahrzeuge hergibt. Des Weiteren besitzt das Stadion eine Anbindung an das Teheraner Metronetz.

## Veranstaltungen
Im Azadi-Stadion finden alle Heimspiele der Iranischen Fußballnationalmannschaft statt. Zudem wird es für alle Heimpartien der Teheraner Vereine Esteghlal und Persepolis in der Persian Gulf Pro League (PGL) und den anderen Wettbewerben als Austragungsort genutzt. Wäre die iranische Bewerbung für die Fußball-Asienmeisterschaft 2019 erfolgreich gewesen, wären hier das Finale und weitere Spiele ausgetragen worden. Des Weiteren wird das Stadion für kulturelle Veranstaltungen genutzt.

## Besuch durch Frauen
Im Mai 2017 wurde die Iranerin Sahar Chodayari, die sich als Junge verkleidet in das Stadion in Teheran eingeschlichen hatte, von der zuvor informierten Polizei festgenommen. Das Mädchen wollte das Spiel von Esteghlal Teheran gegen den al Ain Club in der AFC Champions League live miterleben. In Iran dürfen Frauen nicht in Sportstadien.
Der Weltfußballverband FIFA hat 2019 mit einem Ausschluss des Iran von der WM 2022 im Nachbarland Katar gedroht, falls Frauen der Eintritt ins Stadion weiterhin staatlich verboten wird.
Am 10. Oktober 2019 konnten seit fast 40 Jahren Frauen erstmals im Iran wieder ein Fußballspiel in einem Stadion besuchen. Sie haben damit einen Sieg gegen ihre Diskriminierung durch die Religionshüter errungen. Das Sportministerium hatte dafür vier eigene Tribünen für 4000 Zuschauerinnen errichtet und extra eingezäunt und weibliches Personal für diesen Sektor gestellt. Etwa 3500–4000 Frauen, glücklich über den Erfolg, besuchten das WM-Qualifikationsspiel gegen Kambodscha, das 14:0 für den Iran ausging. Entgegen Zusagen wurden keine weiblichen Fotoreporter zugelassen. Männlich Fotografen durften die weiblichen Besucher nicht abbilden. Frauen fordern nun mehr und zusätzlich Familientribünen, um Söhne und Männer mitnehmen zu dürfen und sehen auch die Einzäunung kritisch.

## Galerie

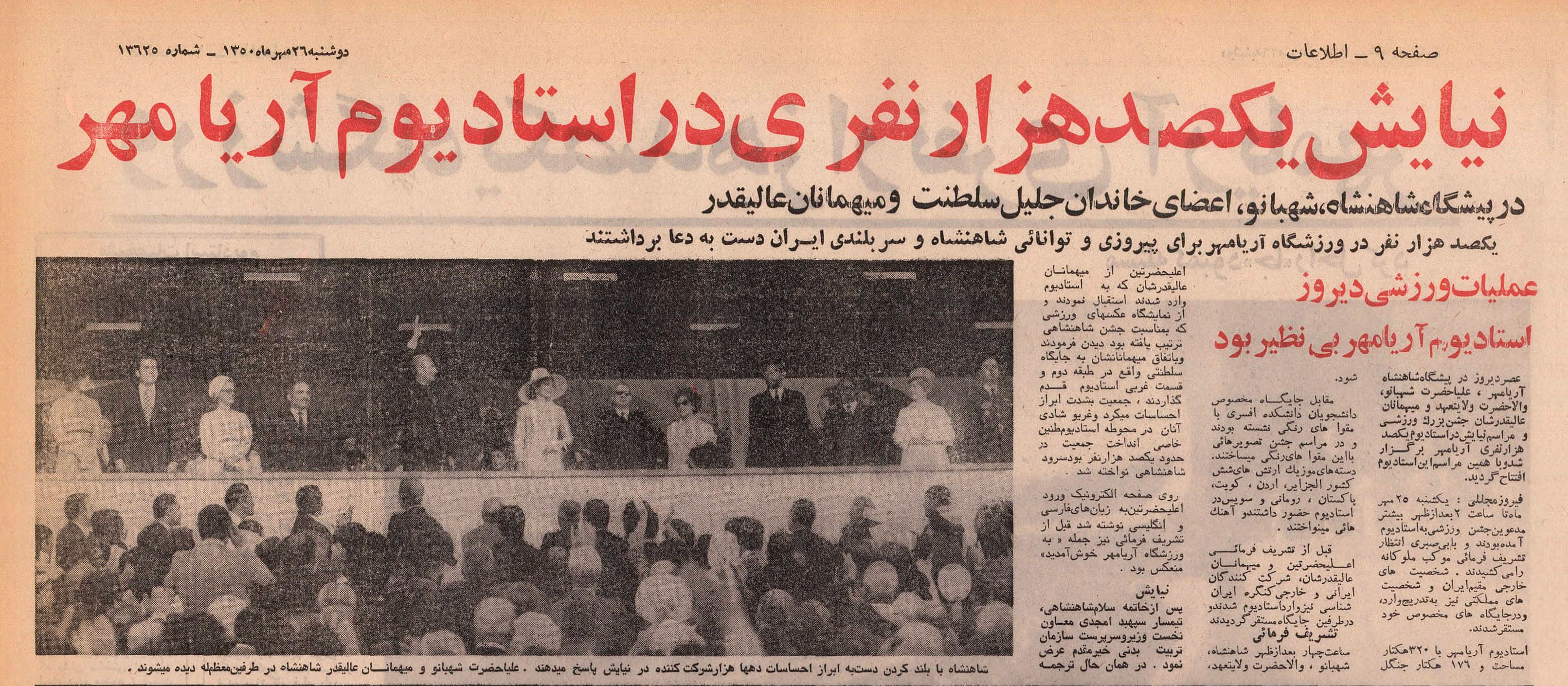
Zeitungsüberschrift „100.000 Personen im Stadion Aryamehr zur Eröffnung“
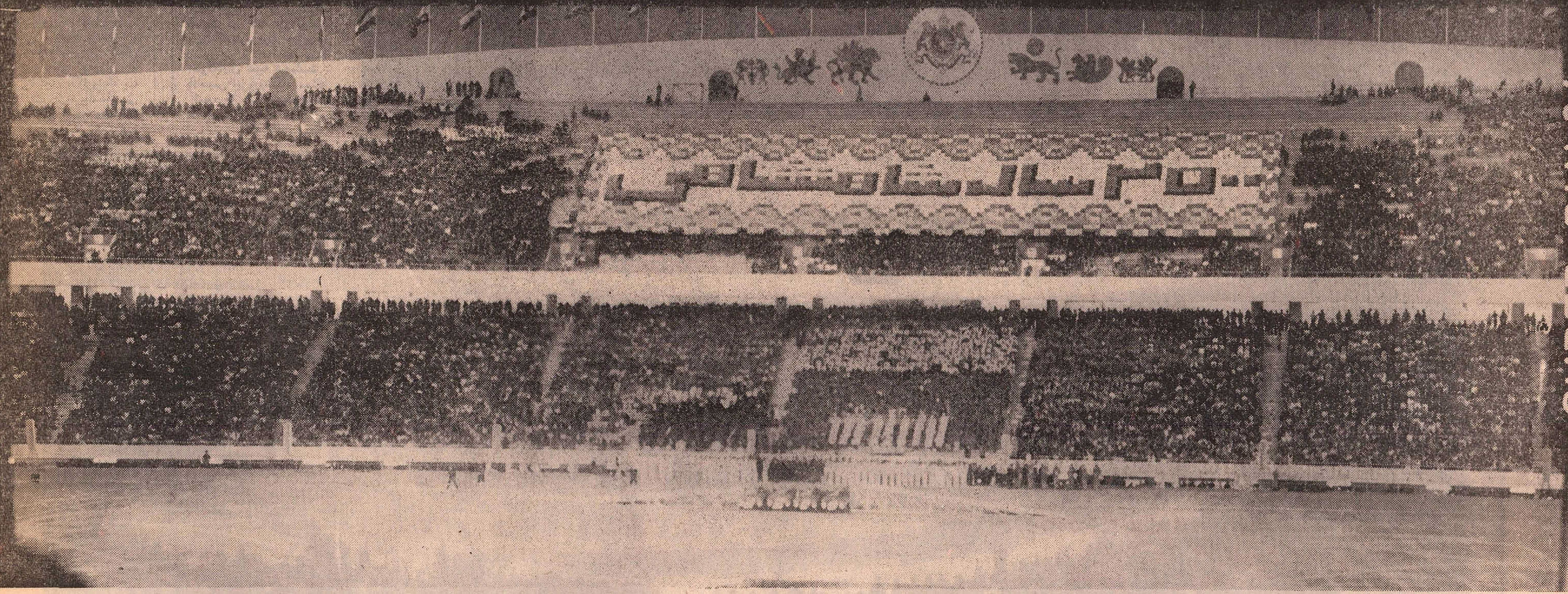
Display: „2.500 Jahre SchahanSchahi“
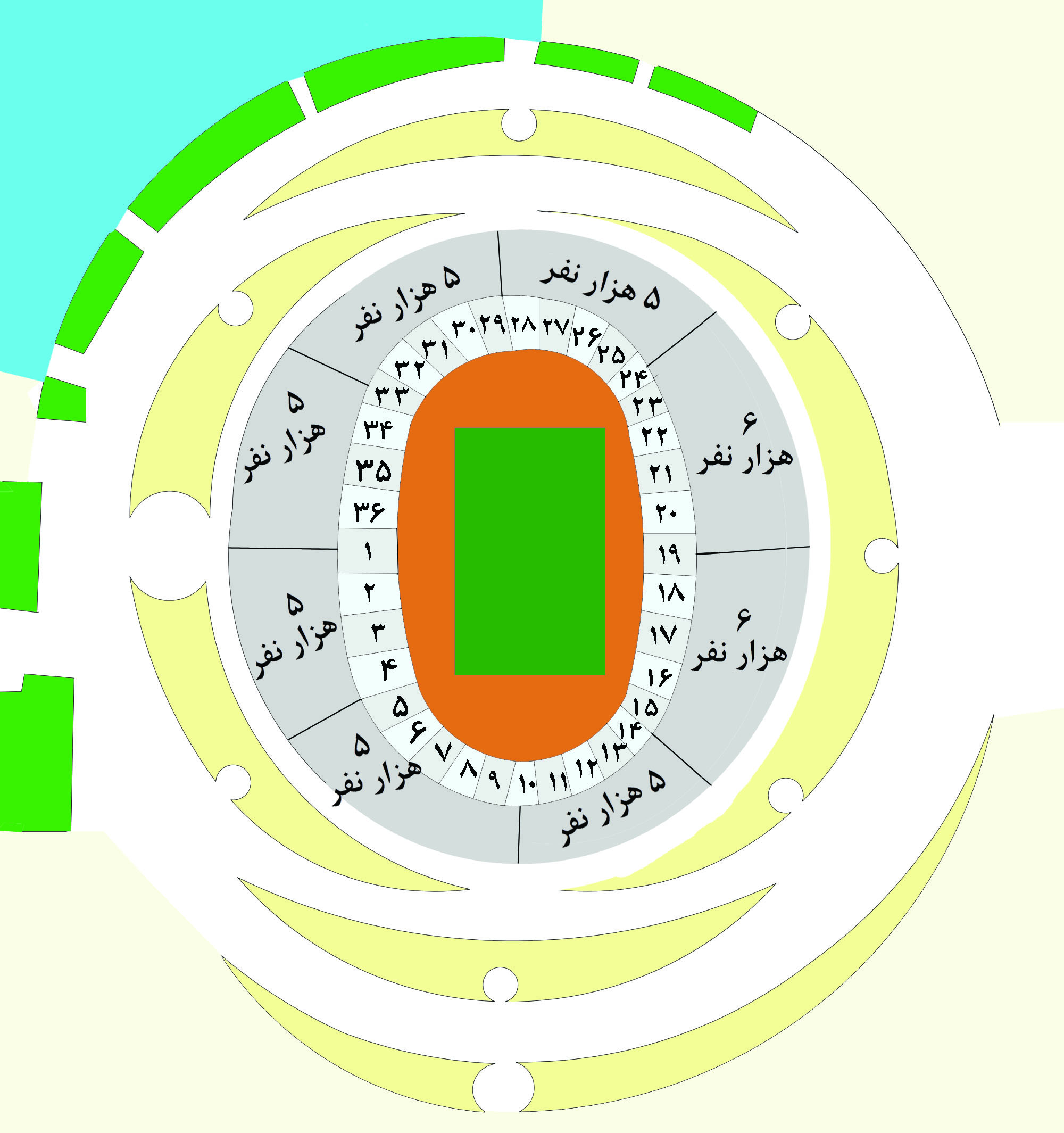
Sitzplan
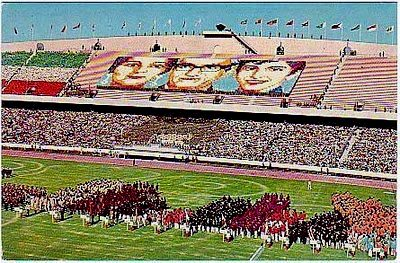
Eröffnung der Asienspiele 1974
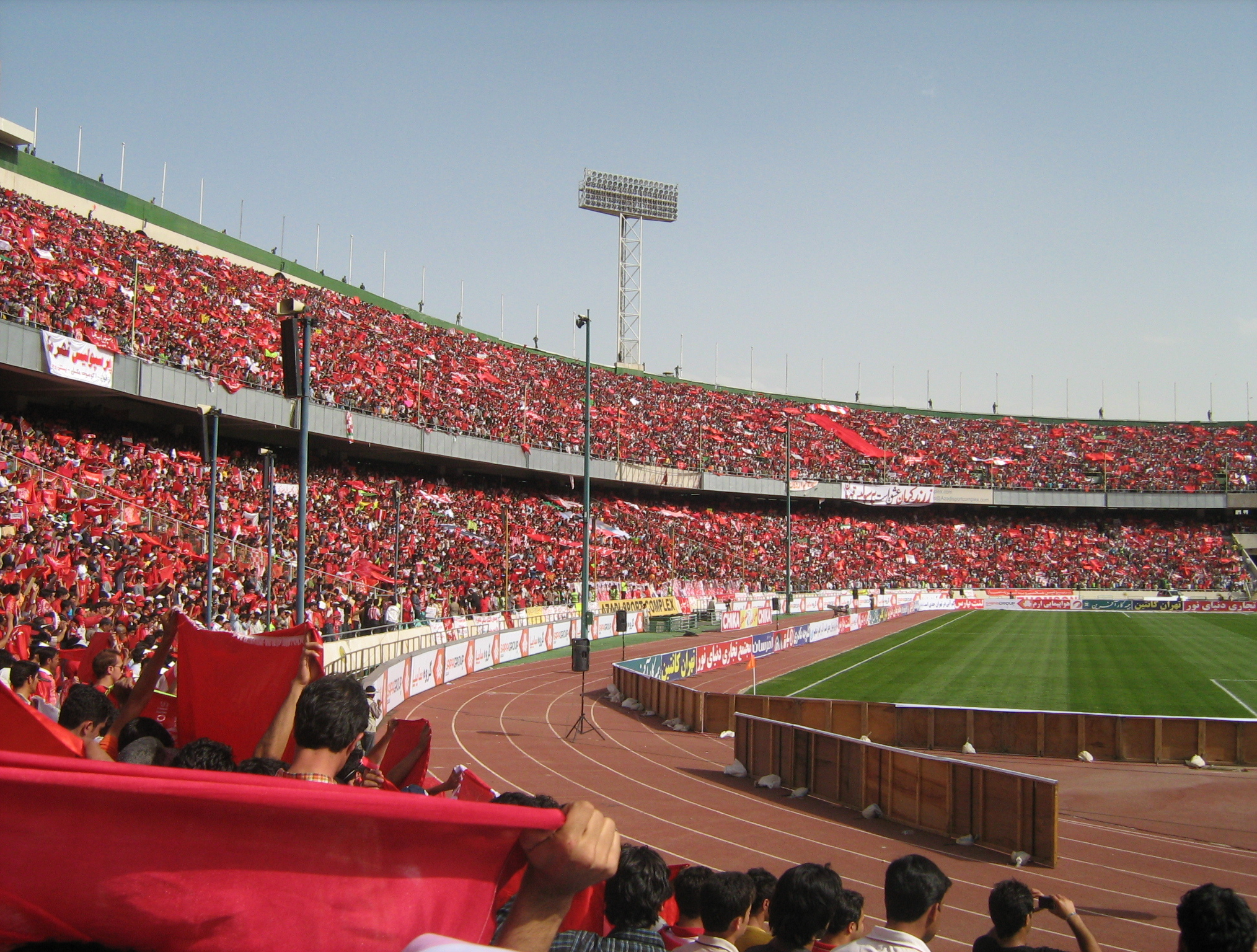
Persepolis Fans feiern die Meisterschaft 2008
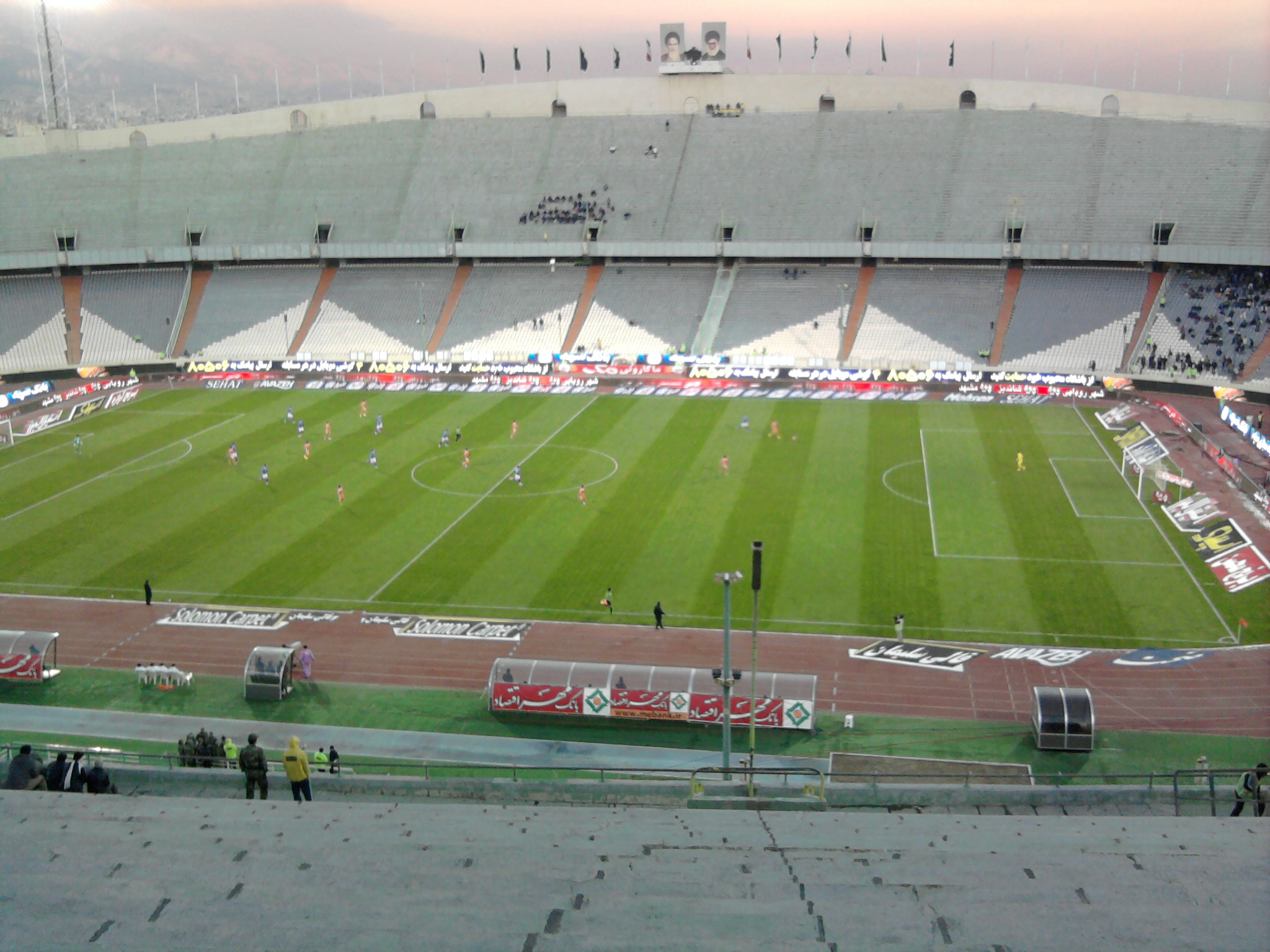
Innenraum des Stadions 2013
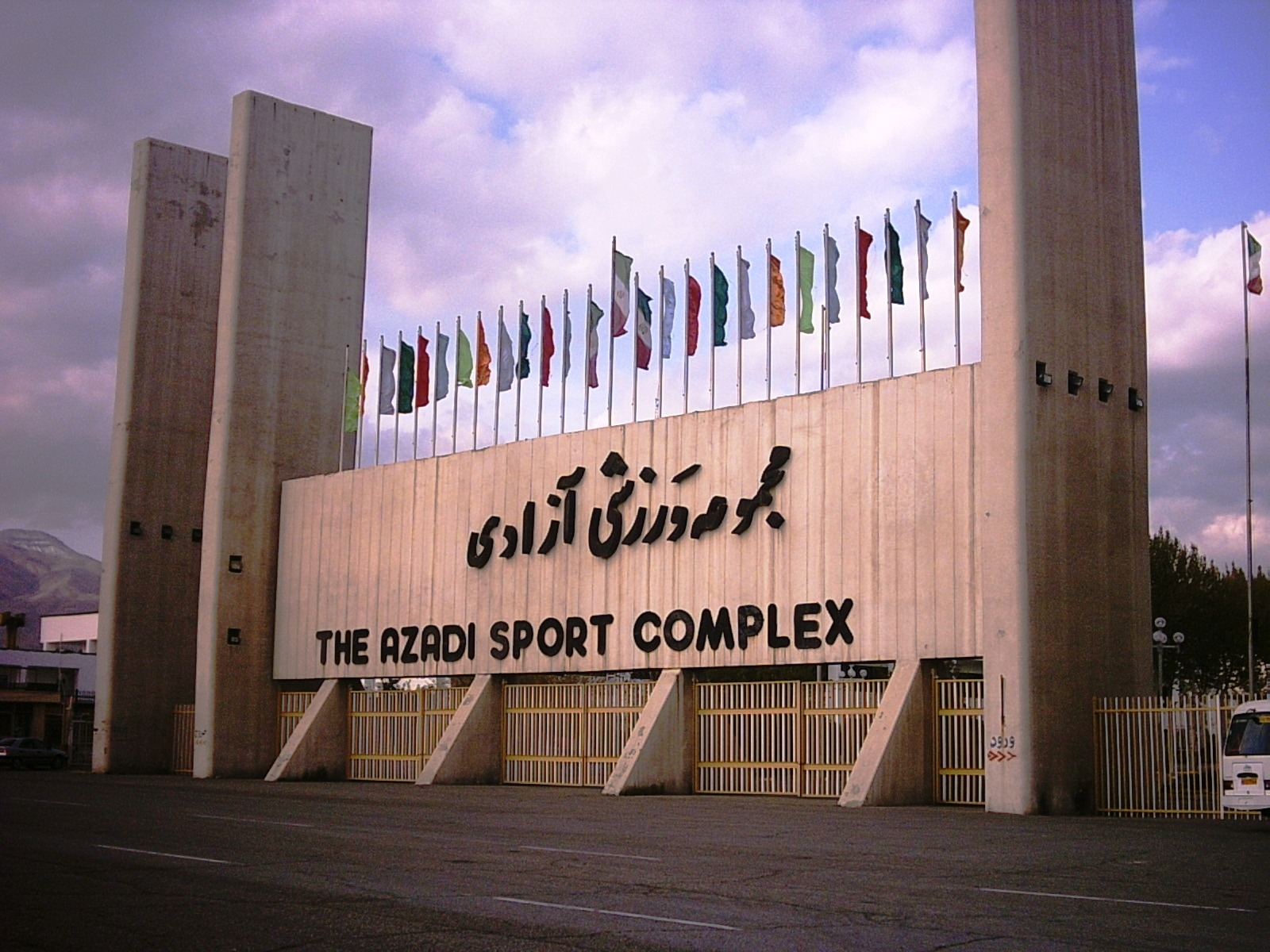
Das Westtor vom Azadi-Komplex